# Torre de Beniesma
Les restes de la torre de Santa Isabel de Carrillo o torre Nova, coneguda també com a torre de Moncofa, torre Forçada, torre Caiguda o torre de Beniesma, són les restes d'una torre defensiva a la platja de Beniesma situada al sud del Grau del municipi de Moncofa (Plana Baixa). És catalogada com a bé d'interès cultural des de 2004.
Es va construir abans de l'expulsió dels moriscs el 1609. El fet de tenir altres noms semblants als d'altres torres costaneres fa que a vegades es confongui amb d'altres també desaparegudes.
La torre integrava un sistema de torres guaita, que es van construir per tota la costa amb la intenció de defensar els embarcadors i poblacions costaneres dels diversos atacs de pirates.
Actualment no queda de la torre res més que unes poques restes que queden coberts amb la crescuda del mar.